# Calixtus II
Calixtus II, född Guido, död 14 december 1124, var påve från den 2 februari 1119 till sin död knappt sex år senare, 14 december 1124. Calixtus är mest känd för att han gjorde slut på investiturstriden, genom konkordatet i Worms. 

## Biografi
Guido var son till hertig Vilhelm av Burgund, och var på både fädernet och mödernet släkt med nästan alla kungliga hus i Europa. Hans bror Hugo var ärkebiskop av Besançon, och han själv utnämndes år 1088 till ärkebiskop av Vienne. 
Mitt under den pågående investiturstriden, utsåg påve Paschalis II Guido till apostolisk legat, och sände honom till franska hovet. Guido ingick från 1111 i den våldsamma oppositionen mot påven och dennes eftergifter i investiturstriden, sedan påven utgivit Privilegium. Efter att ha deltagit i en synod i Lateranen 1112, samlade Guido några franska och burgundiska biskopar i Vienne, och förklarade Henrik V:s kyrkliga tillsättningar för kätterska, och biskoparna exkommunicerade Henrik V för att han med hot om våld tvingat fram en uppgörelse med kyrkan. Påven godkände biskoparnas dekret den 20 oktober 1112. Senare upphöjdes Guido till kardinal av Paschalis.
Sedan Gelasius II valts till Paschalis efterträdare som påve, fick denne Henrik V:s allierade i Italien emot sig, och Henrik V utnämnde själv en motpåve, Gregorius VIII som blivit exkommunicerad sedan han krönt Henrik i Rom utan påvens medgivande. Situationen tvingade Gelasius att fly, och han avled i exil efter ett års pontifikat. Guido valdes då till påve, fyra dagar efter Gelasius död, och antog namnet Calixtus II. Han kröntes i Vienne, där han alltjämt förblev ärkebiskop, den 9 februari 1119. 

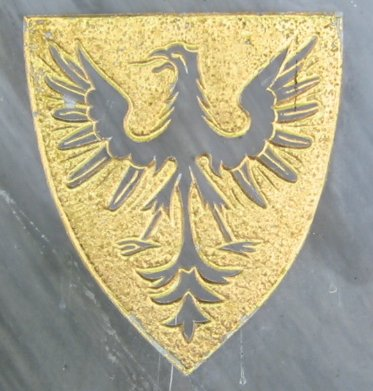
Calixtus II:s heraldiska vapen.

Calixtus sände, sedan han blivit påve, en ambassad till Henrik V, och båda verkade villiga att lägga striden bakom sig; Henrik drog tillbaka sitt stöd till motpåven. Samma år Calixtus blev påve kallade han till synod i Toulouse och rådslag i Reims; vid det senare deltog bland andra kung Ludvig VI av Frankrike. Henrik V visade dock med all önskvärd tydlighet att han ångrat sig, så fredsförhandlingarna strandade, och Calixtus begav sig till Rom där han lyckades fördriva motpåven Gregorius. Sedan Calixtus lyckas säkra stöd från södra Italien, kunde han ta upp förhandlingarna om investituren igen.
Efter framgångsrika överläggningar av tre utsända kardinaler, påbörjades fredsförhandlingarna i oktober 1121 i Würzburg: kyrkan skulle äga nyttjanderätt av sina besittningar, återfå besittningar som upprorsmän tagit, och fred skulle omedelbart ingås. Med dessa villkor påbörjades synoden i Worms den 8 september 1122, och redan den 23 september undertecknades synodens konkordat (Wormskonkordatet eller Pactum Calixtinum) av kejsaren och påven, ett konkordat som innebar en kompromiss med eftergifter för båda sidor. För att stadfästa konkordatet kallade Calixtus till första Laterankonciliet den 18 mars 1123.
Återstoden av hans pontifikat försökte Calixtus restaurera kyrkan och Kyrkostaten efter alla åren av krig och motsättningar, samt medla i de tvister som kyrkan fortfarande drabbades av. Han har efterlämnat några skrivna arbeten: De Miraculis Sancti Jacobi Apostoli, De obitu et Vita Sanctorum, och Vita Caroli Magni Imperatoris.